# أميديو غريللو
أميديو غريللو (بالإيطالية: Amedeo Grillo)‏ (4 أبريل 1900 – 1974) هو ملاكم إيطالي راحل، مثّل بلاده في الألعاب الأولمبية الصيفية 1924.

## روابط خارجية
أميديو غريللو على موقع بوكس ريك (الإنجليزية) (registration required)
- أميديو غريللو على موقع أوليمبيديا (الإنجليزية)